# فرانتس رزنتال
فرانتس رزنتال (به آلمانی: Franz Rosenthal) (زادهٔ ۳۱ اوت ۱۹۱۴ - درگذشته ۸ آوریل ۲۰۰۳) یک خاورشناس، سامی‌پژوه، تاریخ‌نگار، اسلام‌شناس و استاد دانشگاه اهل آلمان بود.

## زندگی‌نامه
فرانتس رزنتال در ۳۱ اوت ۱۹۱۴ در شهر برلین در آلمان در یک خانواده یهودی متولد شد. وی در سال ۱۹۳۵ مدرک دکترای خود را از دانشگاه برلین دریافت کرد. او در سال ۱۹۴۰ به آمریکا رفت و به تدریس در دانشگاه روی آورد.
رزنتال استاد کرسی رابینویتز در رشته زبان‌های سامی در دانشگاه ییل از ۱۹۵۶ تا ۱۹۶۷، استاد کرسی استرلینگ در زبان عربی و پژوهشگر اسلام در دانشگاه ییل از سال ۱۹۶۷ تا ۱۹۸۵ بود و در همین سال بازنشسته شد.
رزنتال دانشوری پرکار و موفق به حساب می‌آید و سهم زیادی در مطالعات متون عربی در آمریکا دارد. او برای ترجمه کتاب مقدمه ابن خلدون، به استانبول سفر کرد و آن را از متن اصلی که امضای منتسب به خود ابن خلدون در آن است مطالعه نمود. او به زبان‌های انگلیسی و آلمانی قلم می‌زد. کتاب‌های او به عربی، روسی و ترکی ترجمه شده است.

## تالیفات منتخب
- طنز در اسلام، ۱۹۵۶
- مفهوم آزادی در اسلام پیش از قرن نوزدهم، ۱۹۶۰
- گرامر (انجیلی) زبان آرامی، ۱۹۶۱
- کتاب‌چه همراه زبان آرامی، ۱۹۶۷
- ترجمه مقدمه ابن خلدون (اولین ترجمه انگلیسی این کتاب در کل دنیا)، ۱۹۷۰
- شیرین تر از امید: گلایه و امید در سده‌های میانی در اسلام، ۱۹۸۳
- ترجمه تاریخ طبری، ۱۹۸۵
- متون کلاسیک در اسلام، ۱۹۹۴
- دانش پیروزمند
- تاریخ تاریخ‌نگاری اسلامی[۱]

## افتخارات
رئیس جامعه شرق شناسان آمریکا

## درگذشت
رزنتال در هشتم آوریل سال ۲۰۰۳ درگذشت.